# Arkādijs Pavlovs
Arkādijs Pavlovs (Riga, 2 febbraio 1903 – Riga, 26 giugno 1960) è stato un calciatore lettone, di ruolo attaccante.

## Carriera

### Club
Ha trascorso gran parte della sua carriera nell'RFK, con cui ha vinto ben cinque campionati lettoni l'ultimo dei quali nel 1931.

### Nazionale
È andato a segno nella sua prima partita in nazionale, l'amichevole contro la Svezia disputata il 20 luglio 1926.
Con la sua nazionale ha preso parte anche ai Giochi Olimpici di Parigi 1924, senza per altro scendere in campo.
Ha totalizzato in tutto 37 presenze, mettendo a segno 9 reti e contribuendo alla vittoria di 2 Coppe del Baltico.

## Palmarès

### Club
- Campionato lettone: 5

RFK: 1924, 1925, 1926, 1930, 1931

### Nazionale
- Coppa del Baltico: 2

1928, 1933